# Kujō Yoshitsune
Kujō Yoshitsune (九条良経, conosciuto anche come Go-Kyōgoku Yoshitsune (後京極良経); 1169 – 16 aprile 1206) è stato un poeta giapponese waka del tardo periodo Heian e il primo periodo Kamakura.
Suo padre era Kujō Kanezane (il fondatore del ramo Kujō del clan Fujiwara) e sua madre era figlia di Fujiwara no Sueyuki, ebbe per moglie la figlia di Ichijō Yoshiyasu e la nipote di Minamoto no Yoritomo diventando così un alleato dei Minamoto. I loro figli erano Kujō Michiie e Kujō Risshi  e Kujō Ritsushia imperatrice Chūgū dell'imperatore Juntoku.

## Biografia
Nel 1179 ricevette il Genpuku e ricevette il titolo di Jugoi e ciambellano. Intorno al 1180 fu promosso a Shōgoi, nel 1183 a Jushii, nel 1184 a Shōshii ed a Jusanmi nel 1185. Sempre nel 1185 fu nominato vice governatore della provincia di Harima, nel 1186 fu promosso a Shōsanmi, nel 1187 come Junii e nel 1188 come Shōnii. Con la morte improvvisa del fratello maggiore Kujō Yoshimichi nel 1188, suo padre Kanezane lo nominò erede della famiglia Kujō. Nel 1189 fu promosso a Chūnagon e nello stesso anno a Dainagon, intorno al 1190 fu nominato Chūgū no Daibu o ciambellano della sua sorellastra Kujō Ninshi (Taikemon-in), imperatrice Chūgū dell'imperatore Go-Toba.
Nel 1196 , a causa della crisi causata dalla conversione del padre alla setta proibita della Terra Pura, perse la posizione di Naidaijin (Cancelliere degli Interni) a cui era stato nominato un anno prima. Ma già nel 1199 fu promosso a Sadaijin (Ministro della Sinistra) colmando il posto vacante lasciato dalle dimissioni del padre Kanezane che, in profonda depressione per la morte della moglie, abbandonò tutte le sue posizioni politiche e divenne un monaco buddista nel gennaio 1202.
Il 13 agosto 1200 la moglie di Yoshitsune morì. Poco dopo, suo zio Matsu Motofusa gli consigliò di sposare sua figlia, cosa che fece il 3 ottobre 1201.
L'imperatore in pensione Go-Toba, in un editto imperiale, nomina Yoshitsune al posto di Nairan (内覧 Ispettore Imperiale) ed a capo della Clan Fujiwara. Subito dopo la pubblicazione dell'editto, Go-Toba partì per un pellegrinaggio ai santuario Kumano. Dopo il ritorno di Go-Toba nella capitale, il 30 dicembre 1202 fu pubblicato un altro editto nominandolo Sesshō dell'imperatore Tsuchimikado. Yoshitsune fu nominato Daijō Daijin nel 1204, ma si dimise nel 1205. Yoshitsune morì nel sonno, e senza una ragione apparente, il 16 aprile 1206.

## Poesia
Minamoto no Michichica e Yoshitsune, rispettivamente naidaijin e sadaijin, andavano spesso al palazzo di Go-Toba per comporre poesie, facevano parte del circolo poetico di Go-Toba negli anni febbrilmente attivi che portarono all'antologia Shinkokinshu del 1205.
Era eccellente nella poesia waka, nella calligrafia e nella poesia cinese.
In particolare, aveva talento nella calligrafia e il suo stile, che possedeva un tratto flessuoso e dinamico, fu in seguito chiamato Gokyōgoku-ryū (後京極流), basato sullo stile Hosshōji -ryū (法性寺流).
Con il patrocinio e la collaborazione di suo zio, il monaco Jien, partecipò ai circoli poetici durante l'era Kenkyū e successivamente nei circoli poetici dell'imperatore in pensione Go-Toba, ha anche partecipato a vari concorsi di waka. Gli fu commissionata la prefazione dell'antologia imperiale Shin Kokin Wakashū. Una delle sue poesie è inclusa nell'Ogura Hyakunin Isshu. Esiste una collezione personale Akishino gesseishū (秋篠月清集).